# الکساندر کومارف (شناگر)
الکساندر کومارف (اوکراینی: Олександр Комаров؛ ۱۰ june ۱۹۸۸ (۳۶ سال) – ) ورزشکار اهل اوکراین بود.